# European Inter-University Association on Society, Science and Technology
Die European Inter-University Association on Society, Science and Technology (ESST) ist ein Zusammenschluss von Universitäten, die gemeinsam auf dem Gebiet der gesellschaftlichen, wissenschaftlichen und technologischen Entwicklungen lehren und forschen. Universitäten aus ganz Europa sind Mitglieder der Vereinigung, die 1991 gegründet wurde und als gemeinnützige Organisation in Belgien eingetragen ist. Mit der Gründung der Vereinigung sollten Bildung und Forschung in der Wissenschafts- und Technikforschung / Science and Technology Studies (STS) gestärkt werden.

## ESST Masterstudiengang
Die ESST-Vereinigung bietet einen Masterstudiengang "Society, Science and Technology in Europe" an und trägt zur Entwicklung von Informationsressourcen sowie analytischer Konzepte und Fähigkeiten für Forschende und Studierende im Bereich Wissenschaft, technologischer Wandel und Innovation bei. Das Programm ist so konzipiert, dass es eine postgraduale Ausbildung für Akademiker aller Fachrichtungen bietet: Sozialwissenschaften, Naturwissenschaften, Ingenieur- und Geisteswissenschaften.

### Ziel des Programms
Das übergreifende Ziel des MA ESST ist es, künftigen Forschenden, Innovationsberatern, Forschungsmanager und politischen Entscheidungsträgern ein tiefgreifendes und kritisches Verständnis der Beziehung zwischen Forschung und Innovation, ihren spezifischen sozi-historischen Entstehungskontexten und den heutigen sozio-ökonomischen Einbettungen zu vermitteln. Der Studiengang verfolgt einen interdisziplinären Ansatz und bietet Möglichkeiten für den Austausch von Studierenden und Mitarbeitern.

### Ausbildungsstruktur
Der ESST-Masterstudiengang umfasst 60 ECTS und ist in zwei Teile gegliedert: einen ersten allgemeinen Einführungsteil und einen zweiten Spezialisierungsteil. Das ESST-Programm wird von den teilnehmenden Universitäten auf unterschiedliche Weise organisiert: Einige Universitäten bieten ESST als einjähriges Programm mit 60 ECTS an: Athen, Maastricht und Madrid.  Andere Partner haben das 60 ECTS ESST-Programm in ein lokales zweijähriges Programm eingebettet: Klagenfurt, Straßburg und Trient. Oslo bietet das ESST-Programm als 90 ECTS-Programm mit einer Dauer von eineinhalb Jahren an. Unabhängig davon, ob der ESST-MA in einem, eineinhalb oder zwei Jahren organisiert ist, bieten alle diese Universitäten ein 60 ECTS ESST-Programm an und erfüllen damit die Anforderungen des Abschlusses. 
Alle ESST-Hochschulen, die das erste Semester anbieten, unterrichten in diesem Semester ein gemeinsames Curriculum (mit einigen lokalen Ergänzungen), nach dem die Studierenden im zweiten Semester eine Spezialisierung aus dem Angebot der verschiedenen Hochschulen innerhalb der ESST wählen. Die Studierenden haben die Möglichkeit, entweder nach dem ersten Semester zwischen den Universitäten (und Ländern) zu wechseln oder für beide Semester an einer Universität zu bleiben. Die Masterarbeit wird von Betreuern an der Universität des zweiten Semesters betreut und von Mitarbeitern zweier ESST-Hochschulen benotet, von denen einer immer von der Universität des ersten Semesters stammt. 
Andere ESST-Partner bieten nur eine Spezialisierung im zweiten Semester an: Aalborg, Lissabon, Louvain, Lund, Tallinn und Toruń.

### Sprache
Einige Universitäten bieten die ersten 30 ECTS in englischer Sprache an: Athen und Maastricht. Andere bieten die ersten 30 ECTS des Programms in ihrer Landessprache an: Madrid, Klagenfurt, Oslo, Straßburg und Trient.

### Titel und Abschluss
Nach erfolgreichem Abschluss erhalten die Studierenden den Master of Arts (M.A.) "Society, Science and Technology", der das Recht auf den entsprechenden Titel verleiht. An den meisten ESST-Hochschulen erhalten die Studierenden sowohl einen lokalen Mastertitel als auch das ESST-MA-Diplom.  Studierende, die erfolgreich Kursmodule absolvieren, die den gemeinsamen ESST-Lehrplan für das erste Semester abdecken, die aber keine ESST-Spezialisierung im zweiten Semester belegen (oder abschließen) und keine Abschlussarbeit gemäß den ESST-Regeln schreiben, erhalten zusätzlich zu ihrem lokalen Abschluss ein ESST-Zertifikat.

## Teilnehmende Universitäten Masterstudiengang
- Alpen-Adria-Universität Klagenfurt, Österreich
- Autonomus-Universität Madrid, Spanien
- Universität Maastricht, Niederlande
- NKUA Athen, Griechenland
- Universität von Oslo, Norwegen
- Universität Straßburg, Frankreich
- Universität Trient, Italien

## Teilnehmende Universitäten Spezialisierungen
- Universität Aalborg, Dänemark
- Universität Lund, Schweden
- Nicolaus-Kopernikus-Universität, Polen
- Universität von Lissabon, Portugal
- Technische Universität Tallinn, Estland
- Katholische Universität Louvain, Belgien